# Nošovice
Nošovice é uma comuna checa localizada na região de Morávia-Silésia, distrito de Frýdek-Místek‎.
A cidade abriga a fábrica da Hyundai (Hyundai Motor Manufacturing Czech), sendo ela fundada em 7 de julho de 2006, ocupando uma área de 200 hectares.